# Microlinyphia johnsoni
Microlinyphia johnsoni är en spindelart som först beskrevs av John Blackwall 1859.  Microlinyphia johnsoni ingår i släktet Microlinyphia och familjen täckvävarspindlar. Inga underarter finns listade i Catalogue of Life.